# Трнава (општина)
Трнава је насељено место и седиште општине у средишњој Славонији, Осјечко-барањска жупанија, Република Хрватска.

## Историја
До територијалне реорганизације у Хрватској налазила се у саставу бивше велике општине Ђаково.

## Становништво
На попису становништва 2011. године, општина Трнава је имала 1.600 становника, од чега у самој Трнави 630.

## Попис1991.
На попису становништва 1991. године, насељено место Трнава је имало 725 становника, следећег националног састава:
| Попис 1991.‍  | Попис 1991.‍  | Попис 1991.‍ | Попис 1991.‍ | Попис 1991.‍ |
| ------------ | ------------ | ----------- | ----------- | ----------- |
|              |              |             |             |             |
| Хрвати       | Хрвати       |             | 699         | 96,41%      |
| Срби         | Срби         |             | 8           | 1,10%       |
| Југословени  | Југословени  |             | 6           | 0,82%       |
| Црногорци    | Црногорци    |             | 4           | 0,55%       |
| Мађари       | Мађари       |             | 1           | 0,13%       |
| неопредељени | неопредељени |             | 2           | 0,27%       |
| регион. опр. | регион. опр. |             | 2           | 0,27%       |
| непознато    | непознато    |             | 3           | 0,41%       |
| укупно: 725  |              |             |             |             |